# Santa Maria (Pangasinan)
Pour les articles homonymes, voir Santa Maria.
Santa Maria est une municipalité de la province de Pangasinan, aux Philippines.